# Filip Araben
Marcus Julius Philippus "Arabs", känd som Filip Araben, född cirka 204 i Trachonitis, Syrien, död oktober 249 i Verona, var romersk kejsare från februari 244 till sin död i oktober 249.

## Biografi
Filip Araben var född i Hauran (i nuvarande Syrien) som räknades till den romerska provinsen Arabia petraea, därav hans tillnamn. Hans far beskrivs i romerska källor som anförare av ett rövarband, men tros ha varit romersk medborgare[källa behövs]. I övrigt är mycket lite känt om hans bakgrund. 
Som militär steg han i graderna och blev under Gordianus III:s krig mot Persien utnämnd till pretorianprefekt när dennes svärfar Timesitheus som satt på posten avlidit. År 244 mördades kejsar Gordianus på anstiftan av Filip som därpå utropades till kejsare, vilket sedan godkändes av senaten. Samma år slöt han fred med perserkungen Shapur, grundade staden Filippopolis, gjorde sin unge son Filip II till caesar och återvände sedan till Rom.
Filip Araben krigade under ett par år mot Carpi, en folkstam bosatt vid romerska gränsen vid lägre Donau. Det finns få källor om denna tid men han och hans son använde därefter titlarna Germanicus Maximus och Caspicus Maximus.
År 248, i Filips tredje konsulskap, firade han en särskild sekularfest med anledning av staden Roms 1000-årsjubileum.
Filip nedslog flera usurpatorer, bland andra Jotapianus och Marinus i östern och Moesia, men besegrades av sin egen general Decius. Denne hade fått i uppgift att återställa ordningen på Donau men blev ledare för ett uppror. De bägge möttes slaget vid Verona som Filip förlorade och dog i, alternativt blev avrättad av sina egna. Praetoriangardet mördade därefter Filips mycket unge son Filip II, som han utsett till medkejsare.
Filip Araben visade under sin regeringstid tolerans mot kristendomen, och det fanns de som trodde att han själv var kristen, bland andra Hieronymus, Vincentius Lirinensis och Orosius. Dock deltog han i romerska religiösa ceremonier samt gjorde sin företrädare Gordianus till en gud, och Konstantin brukar räknas som den första kristna kejsaren.

### Fotnot
1. 1 2 3 4  ”Nationalencyklopedin - Filip Araben”. NE.se. https://www.ne.se/uppslagsverk/encyklopedi/l%C3%A5ng/filip-araben. Läst 13 januari 2021.
2. 1 2 3 4 5 6  Smith, Sir William (1848). A Dictionary of Greek and Roman biography and mythology. London: John Murray. http://www.perseus.tufts.edu/hopper/text?doc=Perseus%3Atext%3A1999.04.0104%3Aalphabetic+letter%3DP%3Aentry+group%3D22%3Aentry%3Dphilippus-i-m-julius-bio-1. Läst 13 januari 2021